# Celebration of The Lizard
Celebration of the Lizard est une performance du groupe de rock américain The Doors, avec des paroles écrites par le chanteur Jim Morrison et de la musique des Doors. Composée comme une série de poèmes, la pièce comprend à la fois des vers parlés et des paroles chantées, des sections musicales, une danse interprétative et des passages de narration allégorique,.
Celebration of the Lizard est interprété dans son intégralité lors de plusieurs concerts des Doors, avec une performance live complète du morceau apparaissant sur l'album live du groupe Absolutely Live (1970) et sur l'album de compilation live In Concert (1991). Une version complète enregistrée en studio est apparue sur la réédition de l'album Waiting for the Sun (2018).

## Contexte
« Ce morceau « Celebration of the Lizard » était en quelque sorte une invitation aux forces obscures. »

— Jim Morrison
Selon Morrison, "Celebration of the Lizard" est "assemblé à différentes occasions à partir d'éléments déjà existants plutôt que d'avoir un noyau génératif à partir duquel il a grandi." Les premières représentations de l'œuvre complète ont eu lieu à la fin des concerts des Doors en 1967. Morrison veut que la pièce entière soit enregistrée et publiée comme une face complète du troisième album studio du groupe, Waiting for the Sun, en 1968. Cependant, le producteur Paul A. Rothchild et les membres du groupe pensent que les sections poétiques étendues et la longueur totale de la pièce rend impossible un enregistrement complet Le groupe tente d'enregistrer le morceau complet mais abandonne l'idée, car ils ne sont pas satisfaits des résultats.
Le passage musical Not to Touch the Earth est enregistré séparément et publié sur l'album Waiting for the Sun, tandis que les paroles du reste de la pièce sont publiées dans le livret de l'album, avec la note de bas de page "Paroles sur une composition théâtrale de The Doors".
Dans une interview en 1970 avec Salli Stevenson, Morrison a rapporté qu'il était satisfait de la version live de "Celebration of the Lizard" qui est apparue sur l'album live du groupe en 1970 Absolutely Live, bien qu'il ait noté : "Je pense que ce n'est pas une bonne version de ce morceau, mais je suis content que nous soyons allés de l'avant et l'avons sorti, parce que je doute que nous l'aurions jamais fait sur un disque autrement." Dans les concerts ultérieurs du groupe, seul la section Wake Up! n’est jamais jouée.

## Sections
Selon l'auteur Richie Weidman, "Celebration of the Lizard" est divisée en sept sections :
1. Lions in the Street
2. Wake Up!
3. A Little Game
4. The Hill Dwellers
5. Not to Touch the Earth
6. Names of the Kingdom
7. The Palace of Exile